# Sicalis olivascens
Sicalis olivascens là một loài chim trong họ Thraupidae.